# Хойский историко-архитектурный комплекс
Хойский историко-архитектурный комплекс расположен в селе Хой Веденского района Чечни. Комплекс входит в состав Аргунского музея-заповедника.

## Описание
На территории комплекса находятся более сотни объектов, среди которых две боевые башни, две мечети, 17 жилых башен, сакли. Из их числа 24 объекта находятся под государственной защитой. Высота боевых башен составляет 16 метров. Первые постройки комплекса датируются XII веком, последние — XIX веком. Поначалу сооружения строились без использования связующего раствора. Здания стояли за счёт тщательной подгонки камней друг к другу. В более поздних постройках начали использовать глинистный раствор.
В 2013 году комплекс был признан объектом культурного наследия России. В 2018 году начались работы по его реставрации. На этот момент на его территории не было сохранившихся строений — были разрушены крыши, пустовали дверные и оконные проёмы. К реставрационным работам были привлечены 60 республиканских ведомств. Реставрация велась при поддержке Министерства культуры России.
В 2017 году было завершено создание туристического кластера на расположенном поблизости озере Кезеной-Ам, были заасфальтированы подъездные пути к комплексу. После этого Хойский комплекс начали посещать первые туристы. В 2019 году через комплекс прошла трасса соревнований по трэйлраннингу «Кезеной-Ам — 2019». На следующий год комплекс стал одним из этапов летнего 2-дневного пешего перехода. В комплексе прошёл один из республиканских телевизионных конкурсов «Синмехалш» («Духовные ценности»).
По состоянию на июль 2020 года, большая часть сооружений комплекса отреставрирована.

## Галерея

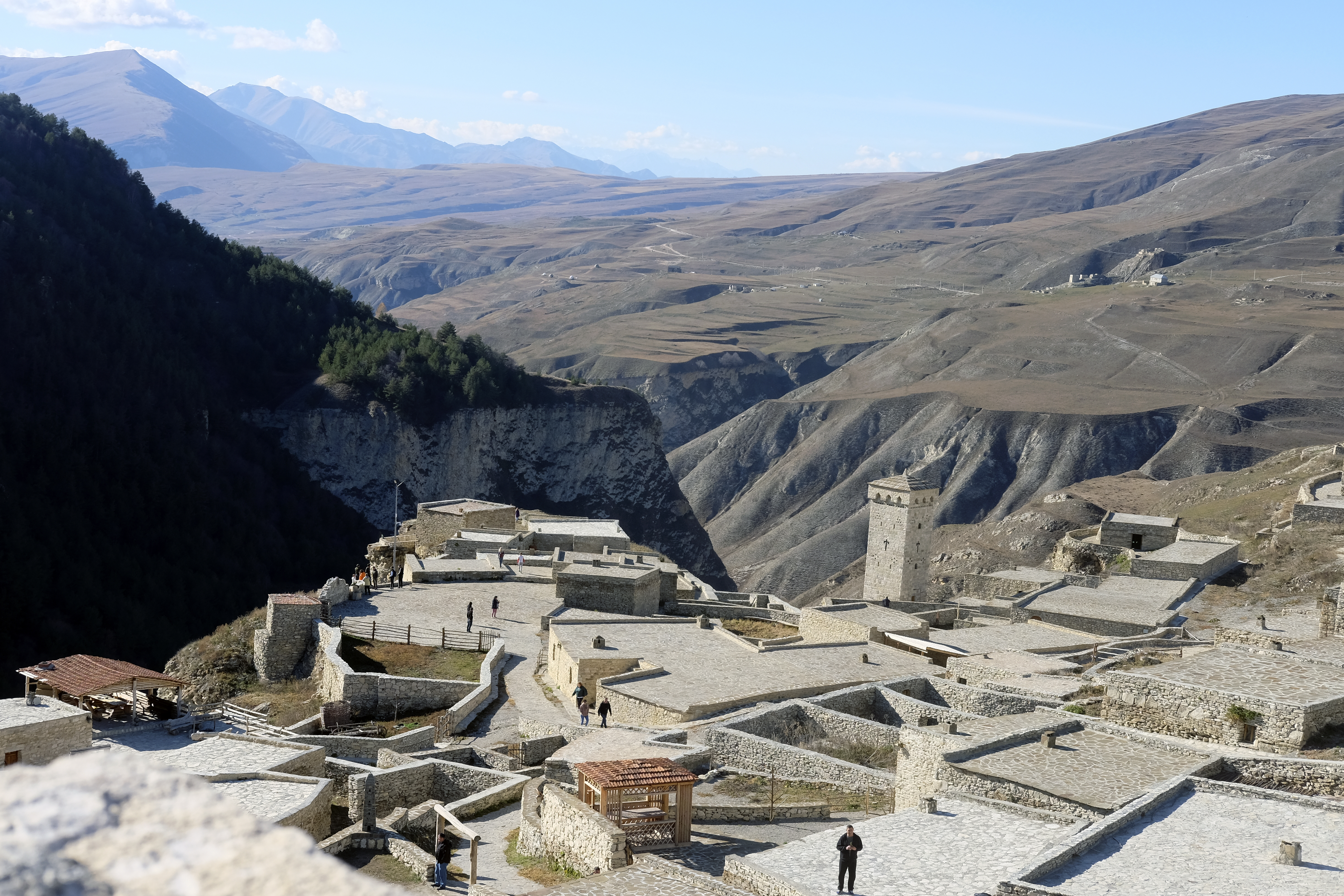
Вид со сторожевой башни
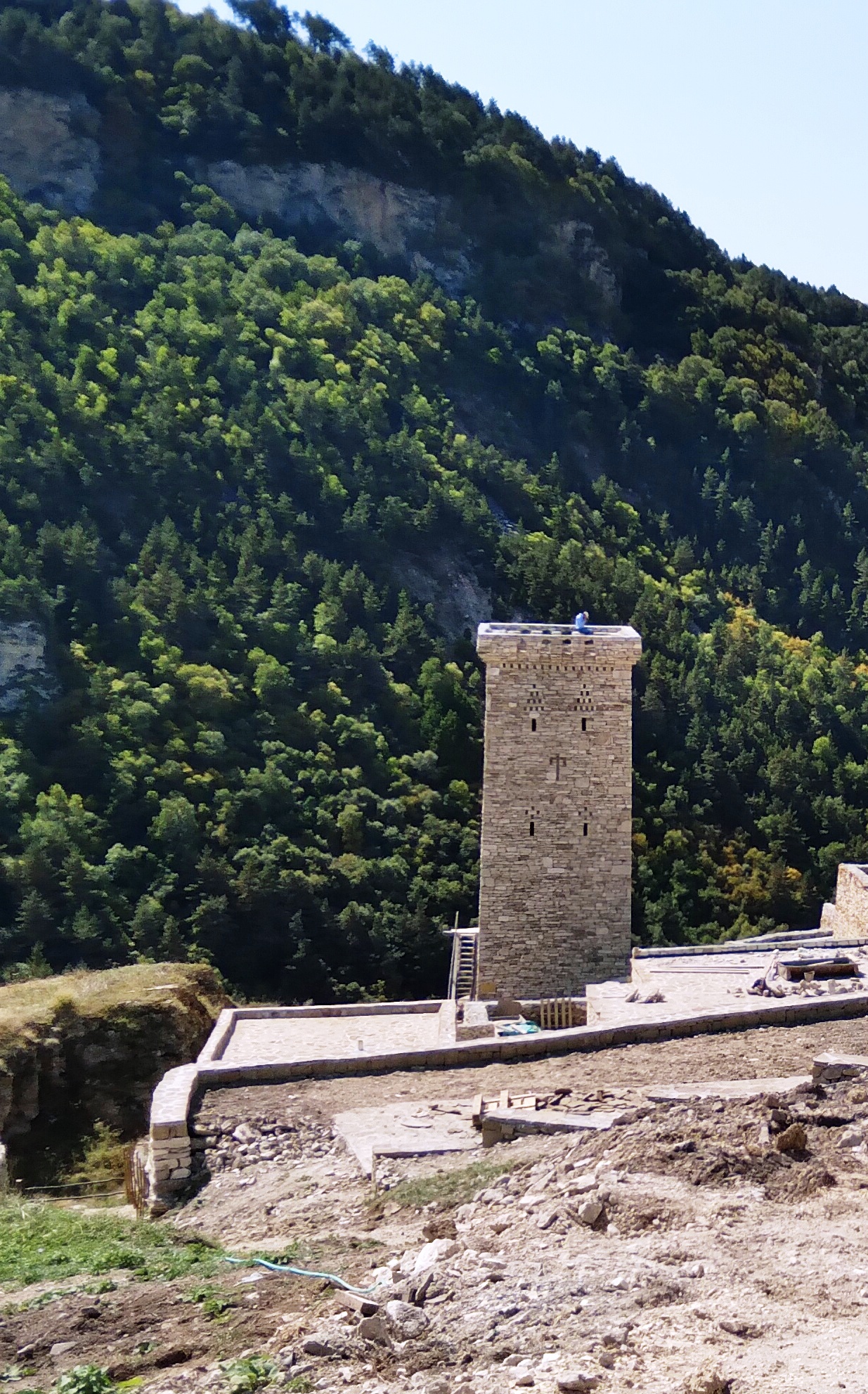
Хой башня